# Аймерик де Беленуа
Аймерик де Беленуа (окс. Aimeric de Belenòi; ок. 1185—1190 — ок. 1250 или позже, годы творчества 1215—1242) — гасконский трубадур. До настоящего времени сохранилось пятнадцать его песен, ещё семь приписываются его авторству в некоторых средневековых манускриптах.

## Биография
Родился в замке Леспар, в настоящее время — департамент Жиронда. Племянник трубадура Пейре де Корбийака. Его вида говорит, что он был священнослужителем, позже стал менестрелем, чтобы «сочинять хорошие песни, которые были прекрасны и очаровательны». Вероятно, позднее стал сеньором Беленуа.
Главным адресатом его песен была дама по имени Жантиль де Рье (Gentilis de Gienciaco), гасконка из Жансак-Сен-Жюльена и жена Раймона де Беника. Биограф трубадура повествует, что Аймерик долгое время жил в Гаскони «для неё», прежде чем в конечном итоге уехать в Каталанию, где он и умер.
Темой поэзии Аймерика были события в Тулузе, Провансе и Италии, что показывает, как много он путешествовал. В 1210-х годах Аймерик жил при дворе д’Эсте в Ферраре, где, вероятно, встречался с Аймериком де Пегильяном, Альберте де Сестаро, Гуиллемом Огиром Новеллой, и Пейролем. Возможно, что он также был знаком с Пейре Карденалем.
Прежде чем окончательно осесть в Каталонии, Аймерик побывал в Кастилии. Его последней песней, дата создания которой известна, была Nulhs hom en re no falh, плач (planh) по Нуньо Санчесу, каталонскому государственному деятелю, который умер в 1242 году. Этот planh адресован графине Беатрис, жене графа Прованса Раймунда Беренгера IV, и её брату Аймону (senher N’Imo), сыну графа Савойи Томаса I. Хотя это произведение часто приписывается Раймбауту де Вайкерасу, стилистически оно близко творчеству Аймерика. Эта песня единственная для которой сохранилась мелодия, хотя в одной из средневековых рукописей автором и мелодии и стихов назван Пейроль.
Песни Аймерика были собраны Марией Думитреску и изданы в Париже в 1935 году. Думитреску охарактеризовала поэзию Аймерика де Беленуа как «банальную», однако его стихи, сочетающие в себе темы моральные, религиозные и любовные, были широко популярны в позднее средневековье, особенно в Италии.